# První Haitské císařství
První Haitské císařství (francouzsky Empire d'Haïti, kreolsky Anpi an Ayiti) byl krátce existující nezávislý stát v Karibiku vzešlý z Haitské revoluce. Dne 1. ledna 1804 vyhlásilo Haiti svoji nezávislost a stalo se tak prvním státem vzniklým ze vzpoury černých otroků. První Francie tak přišla o svoji tehdy nejvýnosnější kolonii; současně to také byla první a na dlouhou dobu poslední velká Napoleonova porážka.

## Historie
Situace osvobozených otroků se však ani po revoluci nezměnila a museli nadále pracovat na plantážích pro stát. Dne 22. února 1804 vydal její vůdce Jean-Jacques Dessalines dekret, kterým oficiálně nařídil masakr bílého obyvatelstva a zabavení jejich majetku. Vraždění bylo oficiálně ukončeno dne 22. dubna 1804. Až na výjimky (lékaři, kněží, polští dezertéři z francouzské armády, němečtí osadníci), bylo bílé obyvatelstvo během dvou měsíců vyvražděno, včetně žen a dětí.

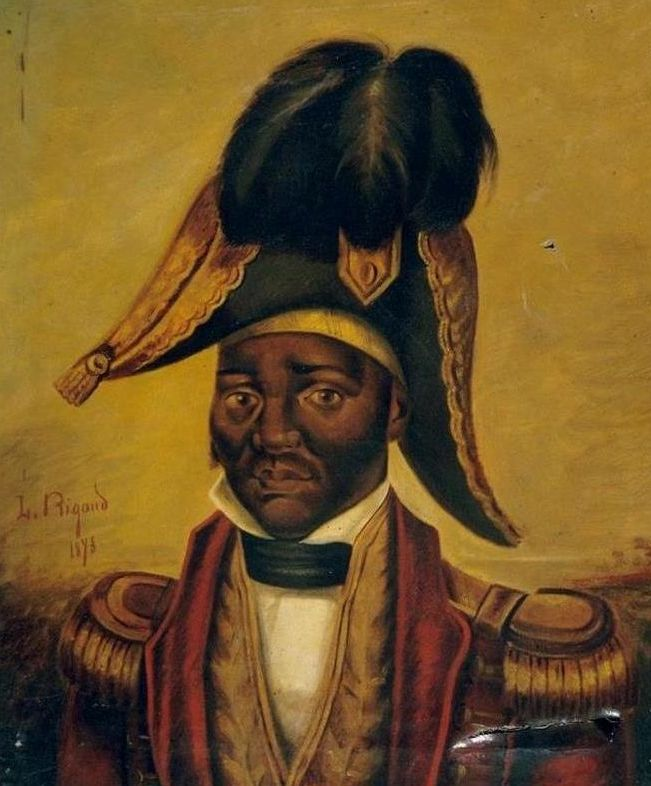
Jean-Jacques Dessalines

V roce 1805 byl Dessalines jmenován generálním guvernérem Haiti, následně se prohlásil císařem a vládl pod jménem Jakub I. Haitský. 
Sám císař byl v roce 1806 zavražděn při atentátu. Dessalines byl zastřelen na mostě tehdy zvaném Pont Larnage, dnes v obci Pont-Rouge (severně od Port-au-Prince), dne 17. října 1806. Mezi spiklenci byli Bruno Blanchet a Alexandre Pétion, dva pozdější prezidenti Republiky Haiti, která byla po smrti císaře vyhlášena.

## Související
- Dějiny Haiti
- Jean-Jacques Dessalines – neboli Jakub I. Haitský